# Elisabeth Högberg
Elisabeth Högberg (ur. 7 listopada 1986 w Gävle) – szwedzka biathlonistka, reprezentantka kraju w zawodach pucharu świata oraz na mistrzostwach świata. Jej najlepszym miejscem w zawodach pucharu świata jest trzecia pozycja w sztafecie, wspólnie z Anna Carin Zidek, Anną Marią Nilsson oraz Heleną Jonsson.

## Osiągnięcia

### Zimowe igrzyska olimpijskie
| Rok  | Miejscowość | Konkurencje | Konkurencje | Konkurencje | Konkurencje | Konkurencje | Konkurencje | Konkurencje |
| Rok  | Miejscowość | IN          | SP          | PU          | MS          | RL          | MR          | SR          |
| ---- | ----------- | ----------- | ----------- | ----------- | ----------- | ----------- | ----------- | ----------- |
| 2010 | Vancouver   | 76.         | –           | –           | –           | 5.          | nd.         | –           |
| 2018 | Pjongczang  | –           | 35.         | 29.         | –           | –           | –           | –           |

### Mistrzostwa świata
| Rok  | Miejscowość          | Konkurencje | Konkurencje | Konkurencje | Konkurencje | Konkurencje | Konkurencje | Konkurencje |
| Rok  | Miejscowość          | IN          | SP          | PU          | MS          | RL          | MR          | SR          |
| ---- | -------------------- | ----------- | ----------- | ----------- | ----------- | ----------- | ----------- | ----------- |
| 2008 | Östersund            | 36.         | –           | –           | –           | 8.          | –           | –           |
| 2009 | Pyeongchang          | –           | 91.         | –           | –           | –           | –           | –           |
| 2012 | Ruhpolding           | 73.         | –           | –           | –           | –           | –           | –           |
| 2013 | Nové Město na Moravě | 21.         | 44.         | 56.         | –           | 15.         | 14.         | –           |
| 2015 | Kontiolahti          | 81.         | 51.         | 43.         | –           | 9.          | 16.         | –           |

### Puchar Świata

#### Miejsca w klasyfikacji generalnej
| Sezon     | Miejsce           |
| --------- | ----------------- |
| 2009/2010 | 89.               |
| 2010/2011 | 70.               |
| 2011/2012 | 76.               |
| 2012/2013 | 68.               |
| 2013/2014 | 67.               |
| 2014/2015 | 58.               |
| 2015/2016 | 61.               |
| 2016/2017 | 93.               |
| 2017/2018 | 64.               |
| 2018/2019 | 42.               |
| 2019/2020 | 88.               |
| 2020/2021 | niesklasyfikowana |